# Bożnów
Bożnów (niem. Eckersdorf, dawn. Kącik) – wieś w Polsce położona w województwie lubuskim, w powiecie żagańskim, w gminie Żagań.
W latach 1954–1972 wieś należała i była siedzibą władz gromady Bożnów. W latach 1975–1998 miejscowość położona była w województwie zielonogórskim. 

## Historia
Wieś łańcuchówka założona w XIII w. Od średniowiecza część wsi należała do zakonu augustianów.

## Zabytki
Do wojewódzkiego rejestru zabytków wpisane są:
- kościół parafialny pod wezwaniem Zwiastowania NMP, z przełomu XIII i XIV wieku, w XV wieku dobudowano wieżę, przebudowany w XIX wieku. W elewacji wczesnogotycki portal i okno szczelinowe z XIII w. W wyposażeniu kamienna chrzcielnica z XV w., szereg barokowych obrazów z XVII-XVIII w[6];
- plebania, z XVII wieku (1734);
- dom nr 64, z XVIII wieku, dawny zajazd[6].

## Klub sportowy
W miejscowości działa klub sportowy KP Beskid Bożnów. Klub założony w 1956 r. mający za sobą występy w A klasie. Obecnie prowdzi rozgrywki o mistrzostwo B klasy, podokręg żagański.

## Transport
W pobliżu miejscowości znajdował się przystanek kolejowy Biestrzykowice.